# United Motor & Vehicle Company
United Motor & Vehicle Company war ein US-amerikanischer Hersteller von Automobilen.

## Unternehmensgeschichte
Das Unternehmen wurde 1904 in Boston in Massachusetts gegründet. Im gleichen Jahr begann die Produktion von Automobilen. Der Markenname lautete Ormond, evtl. mit dem Zusatz Steamer. Im Januar 1905 war ein Fahrzeug auf der New York Automobile Show ausgestellt. 1905 endete die Produktion. Insgesamt entstanden nur wenige Fahrzeuge.

## Fahrzeuge
Im Angebot standen Dampfwagen. Sie hatten einen Dampfmotor mit vier Zylindern, der 25 PS leistete. Der Aufbau war ein fünfsitziger Tourenwagen mit Verdeck. Der Neupreis betrug 3000 US-Dollar. Das war erheblich mehr als für andere Dampfwagen.